# Гавнё
Га́внё, Гаунё (дат. Gavnø) — замок эпохи рококо на одноимённом датском острове к югу от Зеландии, в коммуне Нествед.

## Описание
Замок расположен юго-западнее города Нестведа на острове Гавнё. Южная часть острова покрыта лесом, остальной остров используется в сельскохозяйственных целях.

### Замок

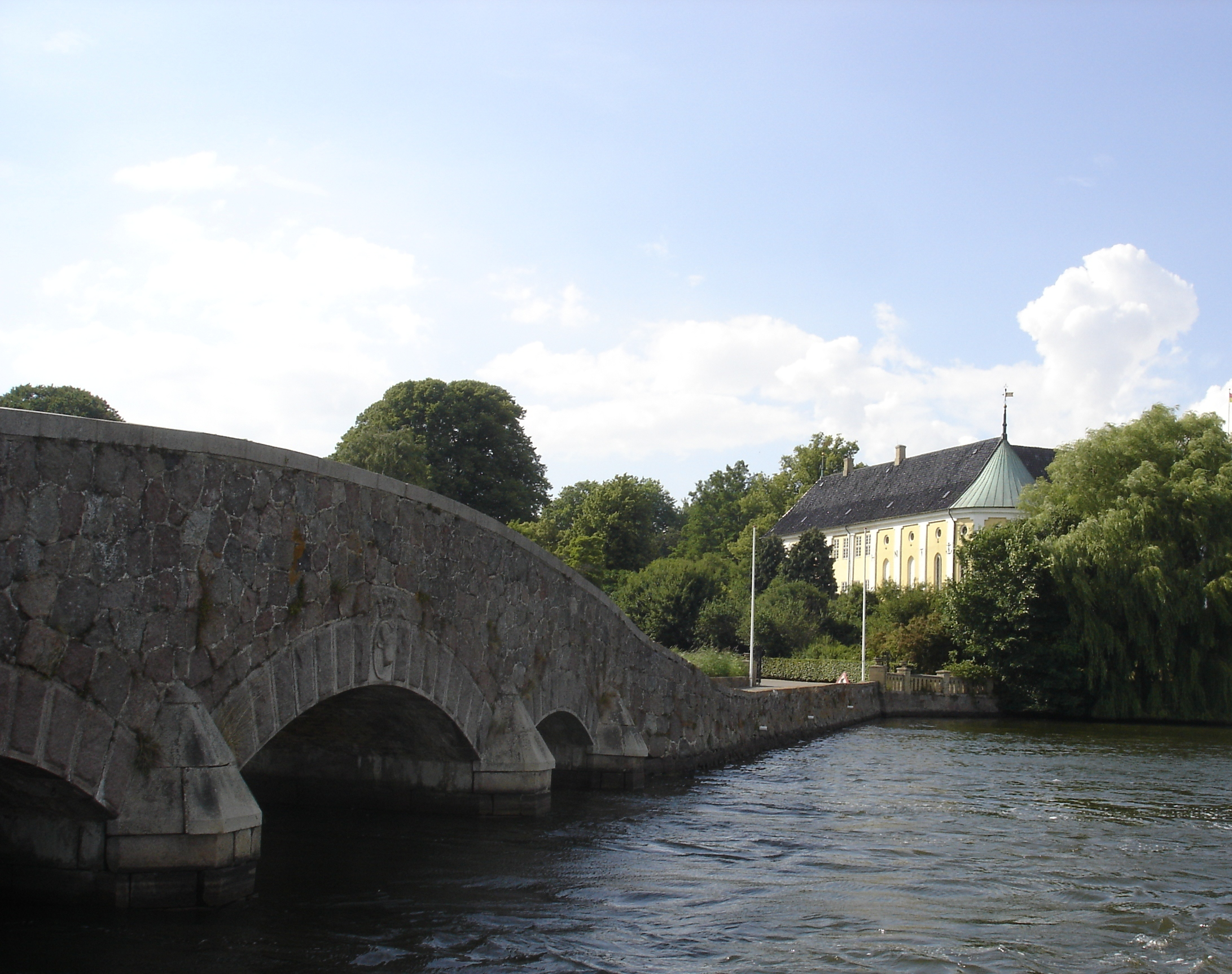
Замок Гавнё и мост замка

Здание замка построено в стиле рококо. В замке содержится большая коллекция картин, библиотека и музей датских пожарных.

#### Часовня
Часовня замка унаследована от старого монастыря и прошла генеральный ремонт в 1913 году. Её алтарь содержит изображение генеалогического древа бывших владельцев — адмирала Нильса Тролле и его жены Хелле Розенкранц в форме 64 родовых гербов.

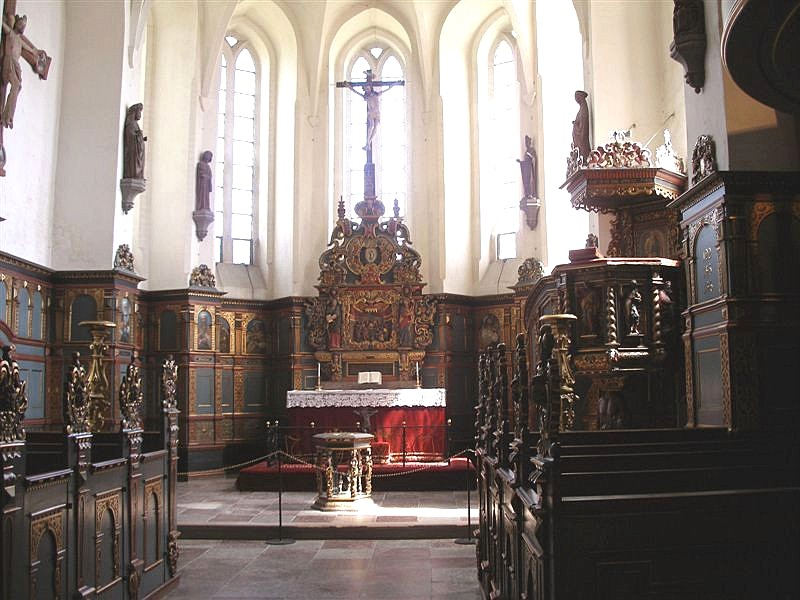
Замковая часовня.
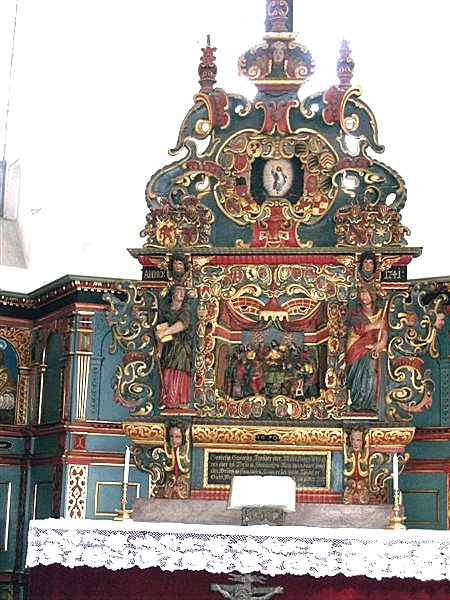
Алтарь часовни

### Парк
В замковом парке разводятся тюльпаны, а также имеется Дом бабочек.

## История

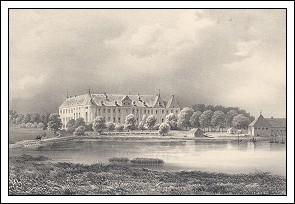
Замок Гавнё на гравюре 1854 года

Впервые замок был упомянут, как «Зал на острове Гапнё» (дат. Gapnø) в книге переписи короля Вальдемара II. На тот момент там находилась крепость, построенная и укреплённая для защиты южного побережья Дании.
В начале XV века Маргаритой I на острове был построен женский доминиканский монастырь св. Агнессы.
В 1737 году замок приобрёл граф Отто Тотт. После этого была начата перестройка замка, создание паркового ансамбля, коллекции картин, интерьера и библиотеки, содержавшей на момент смерти Отто Тотта около 120 тысяч томов. Нынешний замок был построен в 1755—1758 годах на месте старого.
В 1850 году сад замка был преобразован под английский пейзажный стиль. После наводнения 1872 года, которое уничтожило старый деревянный мост 1766 года постройки, через пролив был построен каменный мост для подъезда к замку. В 1913 году капелла замка, построенная ещё при существовании монастыря, прошла генеральный ремонт, в рамках которого она была значительно расширена.